# Grypocentrus
Grypocentrus (лат. , от др.-греч. γρῡπός κέντρον «выгнутое жало») — род наездников из семейства Ichneumonidae (подсемейство Tryphoninae).

## Распространение
Известно 17 видов, в том числе один голарктический (Grypocentrus albipes), 11 палеарктических и 5 неарктических.

## Описание
Мелкие наездники, в длину достигают не более 5 мм. Тело короткое и плотное. Длина переднего крыла 2,6—4,8 мм. Голова и крылья большие.

## Экология
Представители рода — паразиты минирующих пилильщиков рода Fenusa.

## Список видов
Некоторые виды рода:
- Grypocentrus albipes Ruthe, 1855
- Grypocentrus apicalis Thomson, 1883
- Grypocentrus basalis Ruthe, 1855
- Grypocentrus bilobus Kasparyan, 1976
- Grypocentrus cinctellus Ruthe, 1855
- Grypocentrus incisulus Ruthe, 1855
- Grypocentrus japonicus Ashmead, 1906